# Gragnana (Piazza al Serchio)
Gragnana è un centro abitato situato in alta-Garfagnana, frazione del comune di Piazza al Serchio, provincia di Lucca. Popolato da circa 200 persone, si trova a 611 metri sul livello del mare. Nonostante le ridotte dimensioni si può suddividere in 2 zone : "in fond a'la tera" e "in cima a'la tera" riferiti rispettivamente alla parte bassa e alla parte alta.

## Storia
Le testimonianze più antiche si attribuiscono al XIII secolo. Originariamente era conosciuto come “Grinianum”, e si trovava lungo la strada di collegamento con il Passo di Tea e la Lunigiana. Qui si trovano ancora, su un’altura a breve distanza, i ruderi della chiesa dedicata a Santa Margherita, a sua volta costruita sopra un antico castello. Secondo una leggenda il campanile della chiesa possedeva una campana miracolosa, fusa nel 1257, il cui suono aveva il potere di scacciare la peste.
L'antico castello fu governato dai Cattani della Versilia prima di passare a dei consorti della famiglia Malaspina; la famiglia dei “da Gragnana” ebbe personaggi illustri che ricoprirono cariche spirituali e temporali rilevanti; il loro dominio si estendeva su quasi tutta l’alta valle e su parte del versante lunigianese della Garfagnana. Durante la signoria di Castruccio Castracani, fu occupato dai lucchesi come punto strategico sul crinale tra la valle del Serchio e quella del Magra .

## Luoghi d'interesse
- Chiesa di Santa Margherita (nuova) situata nella zona "in cima a'la tera"
- Chiesa di San Rocco situata nella zona "in fond a'la tera"
- Ruderi della vecchia chiesa di Santa Margherita, posta sopra un'altura al di fuori del paese.
- Ponte di Gragnana, al "mulino di Gragnana" collega il paese a San Michele passando per la località Niguliccia.

## Galleria d'immagini

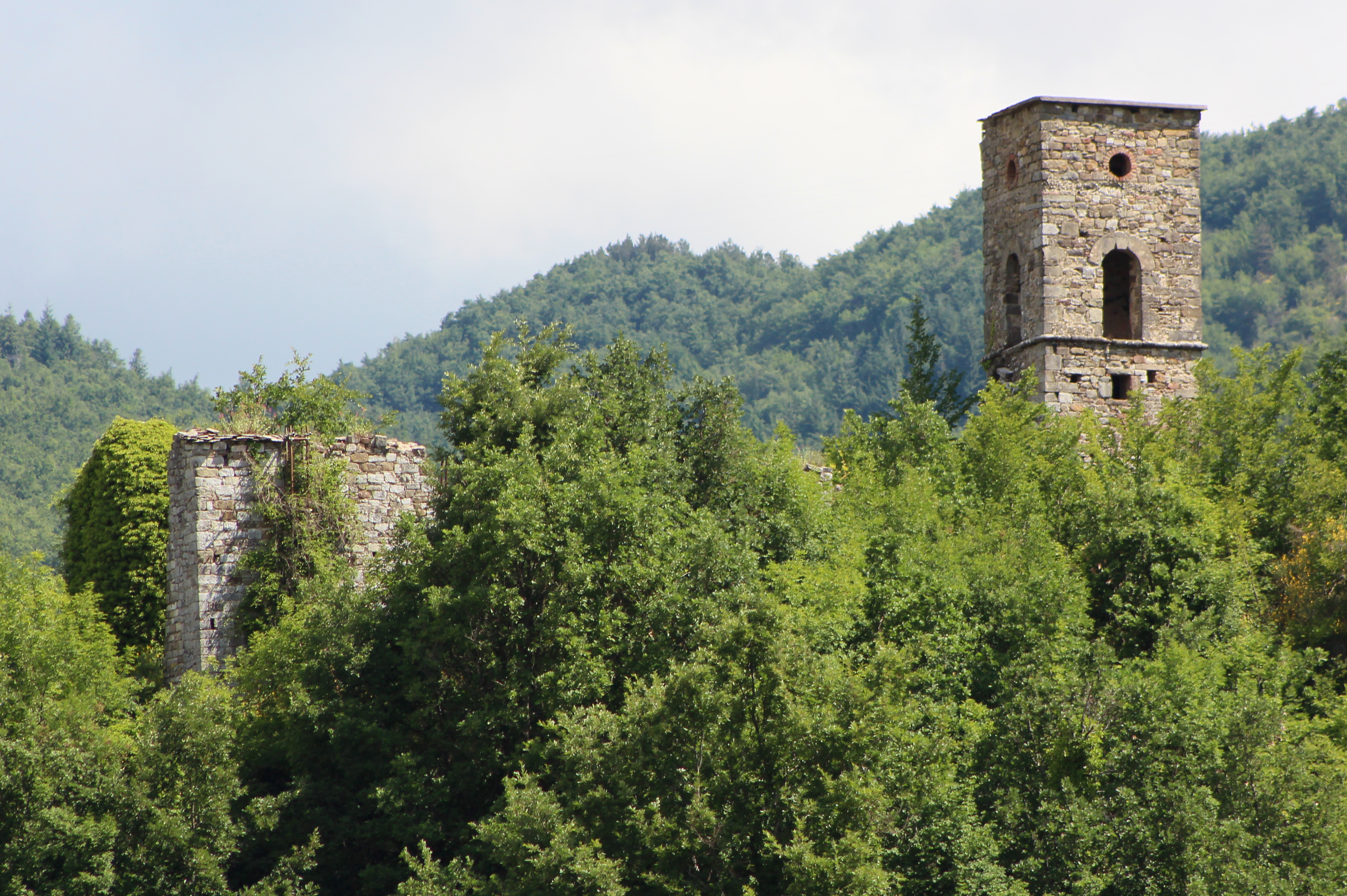
I resti della chiesa di Santa Margherita
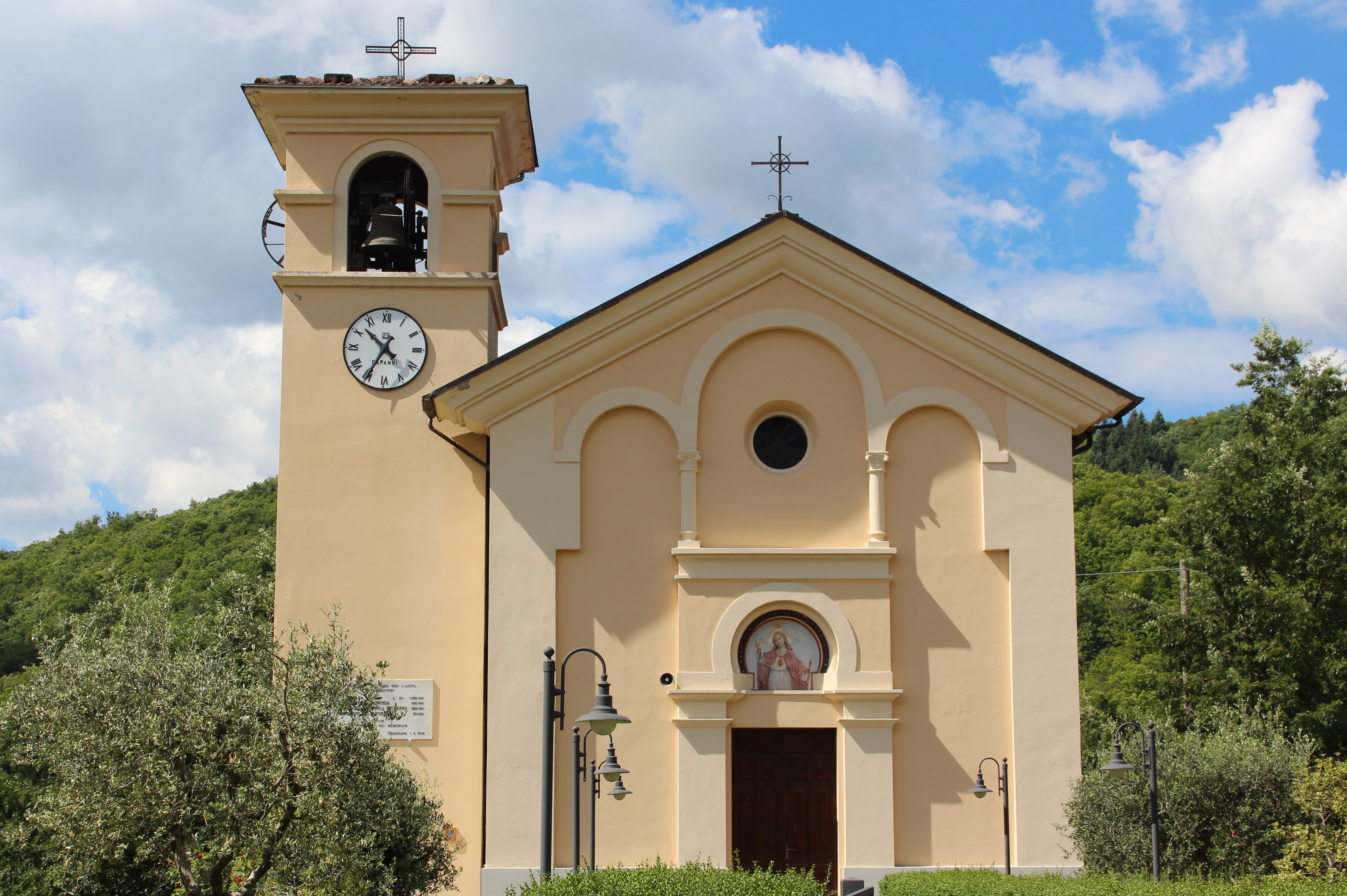
La chiesa dei Santi Margherita e Giorgio
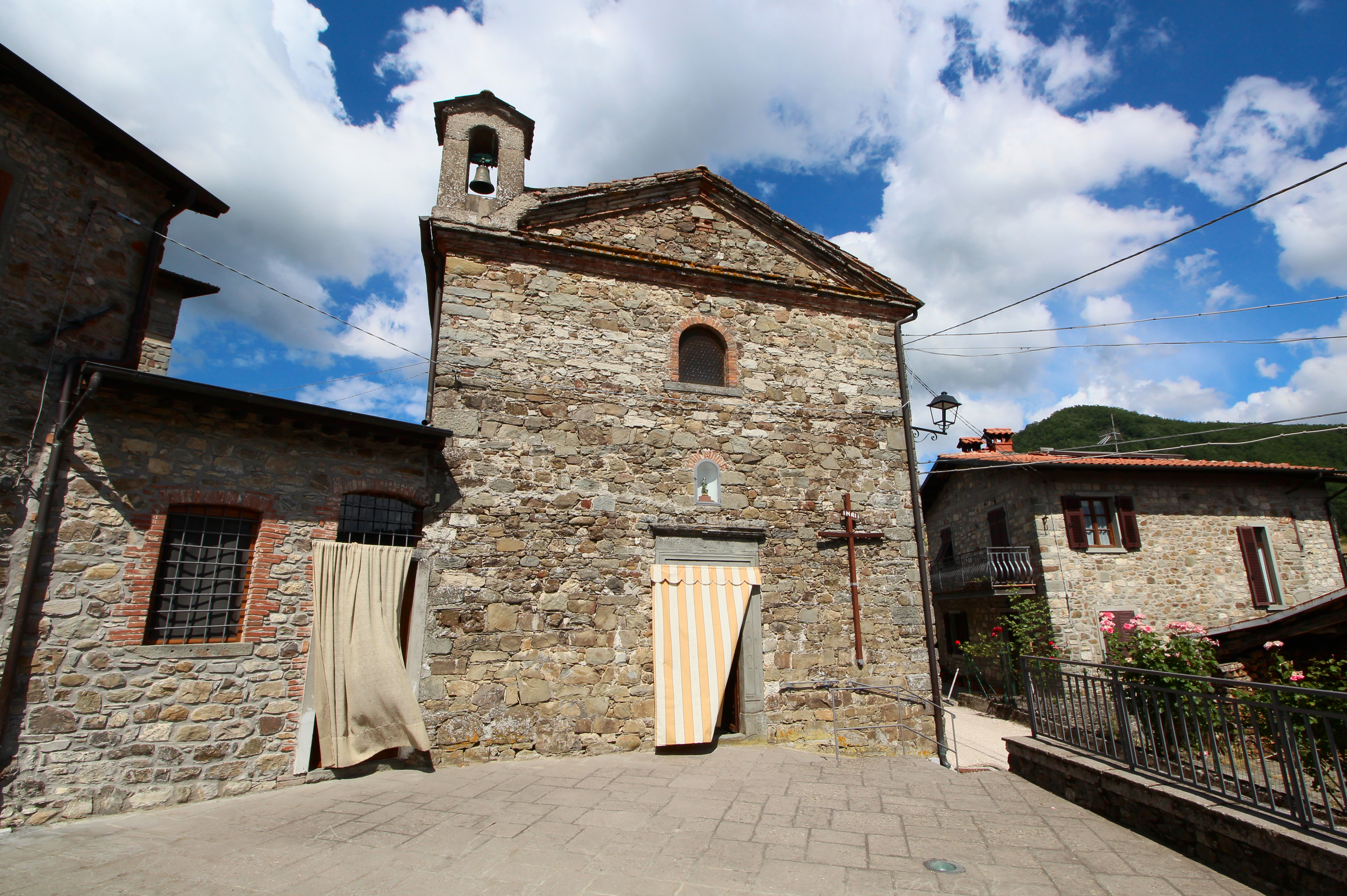
La chiesa di San Rocco in fond a'la tera